# Christof Mariën
Christof Mariën (* 17. September 1977 in Turnhout) ist ein ehemaliger belgischer Straßenradrennfahrer.
Christof Mariën gewann bei der Tour du Faso 2001 die fünfte Etappe nach Yako und auf drei weiteren Teilstücken wurde er Etappenzweiter. Im nächsten Jahr wurde er in Koudougou wieder auf einem Teilstück Zweiter. In der Saison 2005 gewann Mariën zwei Etappen bei der Tour du Faso und wurde zweimal Dritter. 2008 war er dort wieder auf zwei Teilstücken erfolgreich.

## Erfolge
2001
- eine Etappe Tour du Faso

2005
- zwei Etappen Tour du Faso

2008
- zwei Etappen Tour du Faso